# Université en Moldavie
Ceci est une liste des universités en Moldavie.

## Universités publiques
| Institution                                                                       | Emplacement |
| --------------------------------------------------------------------------------- | ----------- |
| Université d'État Alecu Russo de Bălți                                            | Bălți       |
| Université d'État Bogdan Petriceicu Hasdeu                                        | Cahul       |
| Université d'État de Moldavie                                                     | Chișinău    |
| Université technique de Moldavie                                                  | Chișinău    |
| Académie des études économiques de Moldavie                                       | Chișinău    |
| Université de l'Académie des sciences de Moldavie                                 | Chișinău    |
| Université d'État de médecine et de pharmacie Nicolae Testemițanu                 | Chișinău    |
| Université agraire d'État de Moldavie                                             | Chișinău    |
| Université pédagogique d'État Ion Creangă                                         | Chișinău    |
| Académie de musique, théâtre et beaux-arts                                        | Chișinău    |
| Institut national de l'éducation physique et du sport                             | Chișinău    |
| Université d'État de Tiraspol                                                     | Chișinău    |
| Académie d'administration publique sous la présidence de la République de Moldova | Chișinău    |
| Institut des relations internationales de Moldavie                                | Chișinău    |
| Académie militaire Alexandru cel Bun                                              | Chișinău    |
| Académie de police Ștefan cel Mare                                                | Chișinău    |
| Université d'État de Comrat                                                       | Comrat      |
| Université d'État de Taraclia                                                     | Taraclia    |

## Universités privées
| Institution                                                      | Emplacement |
| ---------------------------------------------------------------- | ----------- |
| Institut d'économie et de droit du Dniestr                       | Bălți       |
| Université coopérative-commerciale de Moldavie                   | Chișinău    |
| Université internationale libre de Moldavie                      | Chișinău    |
| Institut international de gestion Imi-Nova                       | Chișinău    |
| Université d'études européennes de Moldavie                      | Chișinău    |
| Université Univers-Moldova                                       | Chișinău    |
| Université slave                                                 | Chișinău    |
| Institut Perspectiva des relations internationales               | Chișinău    |
| Haute école d'anthropologie                                      | Chișinău    |
| Académie des transports, de l'informatique et des communications | Chișinău    |

## Voir également
- Éducation en Moldavie